# Schlaflabor
Ein Schlaflabor ist eine medizinische Einrichtung, die dazu dient, den Schlaf von Patienten zu untersuchen (Polysomnographie). Es besteht aus speziell ausgestatteten Patientenzimmern und einem zusätzlichen Raum, in dem sich die Monitoring- und Aufzeichnungsgeräte befinden. 
Während der ganzen Nacht erfolgt die Aufzeichnung verschiedener Körperfunktionen wie Hirnströme, Augenbewegungen, Atmung, Muskelspannung oder Sauerstoffsättigung des Blutes. Aufgrund dieser Messwerte kann am Morgen danach ein sehr genaues Schlafprofil der einzelnen Schlafstadien (zum Beispiel Wachzustand, REM-Schlaf, Tiefschlaf, kurze Aufweckreaktionen) erstellt werden. Dieses Schlafprofil lässt Rückschlüsse auf die Schlafqualität und die Ursachen zu, welche die Schlafqualität gegebenenfalls beeinträchtigen. 

## Diagnose Schlafapnoe
Häufige Ursache einer mangelnden Schlafqualität ist zum Beispiel die Schlafapnoe. Das sind bis zu minutenlange Atemaussetzer, die zu einer Sauerstoffunterversorgung und dadurch zu wiederholten und häufigen Aufweckreaktionen führen. Diese kurzen Aufweckreaktionen werden in der Regel von den Betroffenen nicht bemerkt. Sie können aber zu starker bis extremer Tagesschläfrigkeit und einer ganz erheblichen Einschränkung der Lebensqualität führen. Der dadurch ausgelöste Sekundenschlaf während der Autofahrt führt immer wieder zu schweren Verkehrsunfällen. Neben der Schlafapnoe gibt es aber auch einige andere Ursachen einer mangelnden Schlafqualität, zum Beispiel das Restless-Legs-Syndrom.

## CPAP-Therapie
Die Therapieform der Wahl bei Schlafapnoe ist die Anwendung eines CPAP-Gerätes. Daher ist eine der häufigsten Therapien, die in einem Schlaflabor durchgeführt werden, die patientenspezifische Anpassung und Einstellung eines solchen Gerätes. Ein CPAP-Gerät ist allerdings nicht in dem Sinn als Therapieform zu verstehen, dass eine einmalige oder kurzfristige Anwendung zu einer Form von Heilung führt. Vielmehr ist es ein adaptives Hilfsmittel, so dass – genau wie bei einer Brille – bei Nichtanwendung der alte, unzulängliche Zustand wiederhergestellt ist. Um Nutzen zu zeigen, muss ein CPAP-Gerät also dauerhaft, das heißt möglichst in jeder Nacht, von dem Betroffenen verwendet werden.
Der gesamte Aufenthalt eines Patienten im Schlaflabor kann beispielsweise drei Tage bzw. Nächte dauern, wobei die erste Nacht als Eingewöhnungsnacht, die zweite als die eigentliche Diagnosenacht und die dritte zur Einstellung und Überprüfung der CPAP-Therapie dient.

## Schlaflabor und Tierversuche
Der Schlaf ist eine komplexe Verhaltensweise, die auch im Tierreich verbreitet ist. Die Untersuchung des Schlafverhaltens von Tieren kann bedingt Rückschlüsse auf den menschlichen Schlaf zulassen. Es ist bislang wissenschaftlich nicht mit Sicherheit geklärt, warum Tiere und Menschen überhaupt schlafen müssen. Regeneration und Reorganisation unter Bedingungen geringster Belastung sind mögliche Gründe.
Als bevorzugte nichtmenschliche Probanden eignen sich Meerschweinchen und Wanderratten, weil erstere ein sehr stark reduziertes und im Ablauf verändertes, letztere ein ausgeprägtes und mit zahlreichen Vorbereitungen verbundenes Schlafverhalten zeigen.

## Qualitätsmanagement
Die Deutsche Gesellschaft für Schlafforschung und Schlafmedizin (DGSM) betreibt ein Verfahren der Akkreditierung, bei dem inzwischen etwa 320 Schlaflabore in Deutschland teilnehmen (Stand Dezember 2012). Ziel ist die Sicherung und Verbesserung der Qualität der Versorgung der Patienten in der Schlafmedizin.
Das Verfahren geht auf die Arbeitsgemeinschaft klinischer Schlafzentren, den Vorläufer der DGSM, und das Jahr 1989 zurück und wurde weiterentwickelt. Auf Antrag eines Schlaflabors hin werden die personelle, räumliche und apparative Ausstattung des Schlaflabors erhoben. Bei einer Ortsbegehung wird die strukturelle Qualität geprüft und mit der Akkreditierung bescheinigt. Die Reevaluierung der Schlaflabore wird alle zwei Jahre durchgeführt. Rechtlich handelt es sich um ein Vertragsverhältnis zwischen Schlaflabor und DGSM.
Die Österreichische Gesellschaft für Schlafmedizin und Schlafforschung (ÖGSM) betreibt seit 1998 ein Verfahren zur Akkreditierung von Schlaflaboren, das diesem Verfahren mit kleinen landesspezifischen Anpassungen entspricht. Derzeit sind 31 Schlaflabore akkreditiert, darunter drei Kinderschlaflaboratorien in Graz, Villach und Wien (Stand Dezember 2011).
Als Ergebnis eines Konsenses wurden von der European Sleep Research Society (ESRS) in Anlehnung an das Verfahren der DGSM zur Akkreditierung von Schlaflaboren die European guidelines for the accreditation of Sleep Medicine Centres veröffentlicht. Diese Empfehlungen werden von den Fachgesellschaften zahlreicher europäischer Staaten in deren Verfahren genutzt, beispielsweise vom Nordic Sleep Medicine Accreditation Committee (NOSMAC), in dem die entsprechenden Fachgesellschaften aus Dänemark, Estland, Finnland, Island, Norwegen und Schweden (SFSS) vertreten sind.

## Geschichte
Das erste klinische Schlaflabor der Welt wurde Ende der 1960er Jahre an der Stanford-Universität in Palo Alto, Kalifornien, von William C. Dement eröffnet. Zuvor wurden auch Untersuchungen am schlafenden Menschen durchgeführt, zum Beispiel am Schlaflabor von Nathaniel Kleitman in Chicago ab 1925. Allerdings fanden diese Untersuchungen nur zu wissenschaftlichen Zwecken statt und nicht zur Diagnose oder Behandlung von Schlafstörungen.
Das erste Schlaflabor in Deutschland wurde Anfang der 70er Jahre in der Neurologischen Klinik des Hessischen Diakoniezentrums Hephata eingerichtet. Hier befand sich auch der Sitz der Deutschen Gesellschaft für Schlafforschung und Schlafmedizin (DGSM) bis zum Jahre 2015. Mittlerweile befindet sich der Sitz der DGSM in Jena.

## Begriff „Kleines Schlaflabor“
Bei der Abrechnung wird die Untersuchung mittels kardiorespiratorischer Polygraphie in Deutschland auch als „Kleines Schlaflabor“ bezeichnet.

## Mobiles Schlaflabor
Diese Art des Schlaflabors ermöglicht die Durchführung von Schlafstudien außerhalb traditioneller Einrichtungen. Mit tragbaren Geräten können Patienten in ihrer gewohnten Umgebung überwacht werden, was besonders für Personen nützlich ist, die aus gesundheitlichen oder logistischen Gründen kein stationäres Schlaflabor aufsuchen können. Mobile Schlaflabore erfassen wichtige Schlafdaten und unterstützen die Diagnose von Schlafstörungen, bieten aber aufgrund ihrer Mobilität weniger Kontrollmöglichkeiten als stationäre Labore.